# Lucio Seio Strabone
Lucio Seio Strabone (in latino Lucius Seius Strabo; ... – 16) è stato un politico e militare romano, prefetto del pretorio sotto gli imperatori Augusto e Tiberio e padre del più celebre Lucio Elio Seiano.

## Origini familiari
Strabone apparteneva a una famiglia dell'ordine equestre, originaria della città di Volsinii (moderna Bolsena). Il padre era Marco Seio Strabone, un ricco cavaliere che possedeva una villa a Ostia mentre la madre era una Terenzia, figlia di Aulo Terenzio Varrone e sorella di Aulo Terenzio Varrone Murena, console nel 23 a.C., e di un'omonima Terenzia, moglie di Mecenate.

## Biografia
Strabone fu prefetto del pretorio nell'ultimo periodo di vita di Augusto e, quando questi morì nel 14, giurò fedeltà al suo successore, Tiberio. Quello stesso anno associò alla prefettura il figlio, Lucio Elio Seiano, e i due andarono in Pannonia insieme al figlio del nuovo imperatore, Druso minore, per sopprimere una rivolta tra i militari. Strabone venne poi nominato prefetto d'Egitto nel 15, lasciando il figlio come prefetto del pretorio. Morì l'anno successivo, mentre era ancora in carica.

### Matrimoni e discendenza
Strabone si sposò in prime nozze con una donna di nome Giunia, sorella di Quinto Giunio Bleso e precedente moglie di Quinto Elio Tuberone; adottò il figlio di lei avuto con il precedente marito, Lucio Seio Tuberone e poi ebbe da lei un figlio, Lucio Elio Seiano, in seguito adottato dall'ex prefetto d'Egitto Gaio Elio Gallo. Si sposò in seconde nozze con Cosconia Gallita, sorella di Servio Cornelio Lentulo Maluginense e Publio Cornelio Lentulo Scipione.